# Депрессивное расстройство личности
Депрессивное расстройство личности — расстройство личности, характеризующееся стойким паттерном депрессивных когниций и поведения.

## Диагностические критерии
Критерии депрессивного расстройства личности в DSM-IV (должно присутствовать 5 или более признаков):

- в обычном настроении преобладают уныние, мрачность, безрадостность, грусть;
- самооценка центрируется на убеждениях в собственной беспомощности, неадекватности;
- является критичным, обвиняющим и уничижительным по отношению к себе;
- является задумчивым и беспокойным;
- является негативистичным, критичным и осуждающим по отношению к другим;
- является пессимистом;
- склонен к чувству вины или раскаянию.

Хотя депрессивное расстройство личности не упоминается в DSM-IV-TR как отдельное расстройство личности, однако оно описывается в разделе диагноза «расстройство личности без дополнительных уточнений» (код 301.9, англ. personality disorder NOS). Также оно описано в приложении B «Критерии и Оси для дальнейшего исследования».
В МКБ-10 депрессивное расстройство личности как отдельное расстройство не выделяется, но включается в диагностическую рубрику «дистимия» (F34.1).

## Клиническое описание
Психическое состояние лиц с депрессивным расстройством личности пронизывает чувство безрадостности, мрачности, они постоянно концентрируются на мыслях неприятного содержания. Они чересчур серьёзны и у них отсутствует чувство юмора, они обычно не воспринимают шуток. Характерен постоянный пессимизм и пониженная самооценка.